# Institut national de la culture de Saint-Pétersbourg
L'Institut national de la culture de Saint-Pétersbourg (russe : Санкт-Петербургский государственный институт культуры) est une université à Saint-Pétersbourg, un centre de formation et de perfectionnement pour des spécialistes dans le domaine de la culture et des arts.

## Programme d'études

### Programme de licence
- Activité de bibliothèque et d'information
- Activité sociale et culturelle
- Psychologie
- Tourisme
- Art musical et instrumental
- Direction d'orchestre
- Art populaire
- Chant populaire
- Production de représentations théâtrales et de festivals
- Musicologie et art musical appliqué
- Art de la musique de divertissement
- Muséologie et protection des objets du patrimoine culturel et naturel
- Culturologie
- Sociologie
- Linguistique
- Histoire des arts
- Restauration
- Design

### Programme de master
- Activité de bibliothèque et culturelle
- Activité sociale et culturelle
- Psychologie
- Tourisme
- Art musical et instrumental
- Direction d'orchestre
- Chant populaire
- Production de représentations théâtrales et de festivals
- Art du chant
- Musicologie et art musical appliqué
- Muséologie et protection des objets du patrimoine culturel et naturel
- Culturologie
- Histoire des arts
- Sciences de l'information appliquée
- Gestion
- Administration publique et municipale
- Gestion des ressources humaines
- Hôtellerie
- Design

### Programme de spécialiste
- Production de télévision et de cinéma
- Technique d'acteur

### Cours post-universitaires
- Science de la bibliothèque, science bibliographique et science du livre
- Systèmes et processus d'information
- Histoire de la philosophie
- Théorie et principes de la formation et de l'éducation (musique)
- Théorie, principes et organisation de l'activité sociale et culturelle
- Théorie et histoire des arts
- Sociologie de la culture
- Théorie et histoire de la culture
- Science du musée, conservation et restauration des objets historiques et culturels